# Cantone di La Roche-Canillac
Il Cantone di La Roche-Canillac era una divisione amministrativa dell'arrondissement di Tulle.
A seguito della riforma approvata con decreto del 24 febbraio 2014, che ha avuto attuazione dopo le elezioni dipartimentali del 2015, è stato soppresso.

## Composizione
Comprendeva i comuni di:
- Champagnac-la-Prune
- Clergoux
- Espagnac
- Gros-Chastang
- Gumond
- Marcillac-la-Croisille
- La Roche-Canillac
- Saint-Bazile-de-la-Roche
- Saint-Martin-la-Méanne
- Saint-Pardoux-la-Croisille
- Saint-Paul